# Вајтфиш Беј (Висконсин)
Вајтфиш Беј (енгл. Whitefish Bay) град је у америчкој савезној држави Висконсин.

## Демографија
По попису из 2010. године број становника је 14.110, што је 53 (-0,4%) становника мање него 2000. године.
| Група             | 2000.          | 2010.          |
| Белци             | 13.286 (93,8%) | 12.651 (89,7%) |
| Афроамериканци    | 139 (1,0%)     | 270 (1,9%)     |
| Азијати           | 366 (2,6%)     | 516 (3,7%)     |
| Хиспаноамериканци | 221 (1,6%)     | 399 (2,8%)     |
| Укупно            | 14.163         | 14.110         |